# GFF Elite League 2016-17
La GFF Elite League 2016-17 (llamada Stag Elite League por razones de patrocinio) fue la edición número 16 de la GFF Elite League. La liga de fútbol más competitiva de Guyana. Ocho clubes autorizados de la FIFA participaron en la temporada inaugural de la Elite League.
Slingerz es el campeón defensor, pero no participa en la liga esta temporada, debido a su mala reputación con la Federación de Fútbol de Guyana.

## Equipos participantes
| Equipo               | Ciudad     |
| -------------------- | ---------- |
| Buxton United        | Buxton     |
| Fruta Conquerors     | Georgetown |
| Guyana Defence Force | Georgetown |
| Monedderlust         | Zee Lust   |
| Top XX               | Linden     |
| Victoria Kings       | Georgetown |

Alpha United y Slingerz se retiraron de la competencia y se consideró que estaba en mala posición con la Federación de Fútbol de Guyana.

## Clasificación
| Pos. | Equipo                   | Pts. | PJ | G | E | P | GF | GC | Dif. | Clasificación o descenso |
| ---- | ------------------------ | ---- | -- | - | - | - | -- | -- | ---- | ------------------------ |
| 1    | Guyana Defence Force (C) | 27   | 9  | 9 | 0 | 0 | 36 | 8  | +28  | Campeón                  |
| 2    | Fruta Conquerors         | 25   | 10 | 8 | 1 | 1 | 25 | 7  | +18  |                          |
| 3    | Victoria Kings           | 14   | 10 | 4 | 2 | 4 | 13 | 22 | −9   |                          |
| 4    | Buxton United            | 13   | 10 | 4 | 1 | 5 | 18 | 17 | +1   |                          |
| 5    | Monedderlust             | 3    | 10 | 1 | 0 | 9 | 8  | 27 | −19  | Descenso                 |
| 6    | Topp XX                  | 5    | 10 | 1 | 2 | 7 | 10 | 29 | −19  | Descenso                 |

 Fuente: Soccerway

## Ronda Eliminatoria
Los ganadores de la final de apertura aseguraron un lugar en el Campeonato de Clubes de la CFU 2018 y en la Copa de Campeones.
| 12 de marzo de 2017 | Guyana Defence Force                   | 2-0     | Fruta Conquerors | GDF Ground, Georgetown |  |
| 19:00 (GMT-4)       | Olvis Mitchell 86' · Delroy Fraser 90' | Reporte |                  |                        |  |